# الانگولو، جرمنیک
الانگولو، جرمنیک (به لاتین: Alangüllü, Germencik) یک منطقهٔ مسکونی در ترکیه است که در استان آیدین واقع شده‌است.

## خصوصیات
الانگولو ۱۷۷ نفر جمعیت دارد.